# لنگنژو، آنگولا
لنگنژو (به انگلیسی: Longonjo) شهری در استان هوامبو واقع در کشور آنگولا است که در سال ۲۰۰۹ میلادی ۵٬۲۵۹ نفر جمعیت داشته است.